# Grumman F4F Wildcat
Grumman F4F Wildcat var et amerikansk hangarskibsbaseret jagerfly, som gjorde tjeneste i såvel United States Navy og det britiske Royal Navy (som Martlet) fra 1940. Flyet blev først anvendt i kamp af briterne i Europa, og Wildcat var det eneste effektive jagerfly, som var til rådighed for den amerikanske flåde og marinekorps i Stillehavet i begyndelsen af 2. verdenskrig i 1941 og 1942. (Selv om Brewster Buffalo var flådens første monoplanjager, klarede det sig skuffende i kamp. Den blev hurtigt trukket tilbage og erstattet af Wildcats efterhånden som de blev til rådighed.) Med en topfart på 509 km/t blev Wildcat overgået af den hurtigere og mere manøvredygtige 530 km/t hurtige Mitsubishi A6M Zero, men den var robust og med taktikker såsom Thach fletningen opnåede den en den sejrsrate på 5,9:1 i 1942 og på 6,9:1 i hele krigen. Flyet blev fremstillet af producenten Grumman.
Erfaringer fra de første Wildcat-fly blev anvendt i den hurtigere F6F Hellcat som kunne overgå Zeroen på dens egne betingelser. Wildcat-flyene blev fortsat bygget under resten af krigen og det gjorde tjeneste på eskortehangarskibe, hvor de større og tungere jagere ikke kunne bruges.
 Jeg betragter stadig Wildcat som en bedste hangarskibsjager i de første år af 2. verdenskrig ... Jeg kan på basis af egne erfaringer stå inde for, at denne Grumman-jager var et af de bedste hangarskibsfly, som nogensinde er bygget.

 — Eric M. Brown, britisk testpilot

## Design og udvikling
Udviklingen af Grummans biplansjagere begyndte med den tosædede Grumman FF, der var det første amerikanske flådefly med optrækkeligt understel. Hjulene blev trukket op i kroppen, men hjulene forblev synlige. To ensædede biplaner fulgte, F2F og F3F, som skabte den generelle form, som blev til F4F Wildcat. I 1935, mens F3F stadig blev afprøvet begyndte Grumman arbejdet på den næste biplansjager – G-16. På det tidspunkt foretrak flåden et monoplan, Brewster F2A-1, og afgav en produktionsordre i starten af 1936. Der blev imidlertid også afgivet en ordre på Grummans G-16 (med flådebetegnelsen XF4F-1) som en reserveplan ifald Brewster-flyet skulle vise sig utilfredsstillende.
Det stod klart for Grumman at XF4F-1 ville være Brewster-monoplanet underlegent, så Grumman opgav XF4F-1 og udformede i stedet en ny monoplan-jager, XF4F-2. XF4F-2 beholdt det samme hånddrevne understel som F3F med dens forholdsvis snævre hjulafstand. (Det usædvanlige landingsstel var oprindelig udformet i 1920'erne af Leroy Grumman til Grover Loening.
Det var på alle Grummans biplansjagere (fra FF-1 til F3F) i 1930'erne og også på J2F Duck flyvebåden.) Uheld ved landingen som følge af at landingshjulene ikke var kommet helt på plads var generende hyppige.
De samlede præstationer af Grummans nye monoplan blev vurderet til at være ringere end på Brewster Buffaloen. XF4F-2 var en smule hurtigere, men Buffaloen var mere manøvredygtig. Den blev vurderet til at være bedre og valgtes til masseproduktion. Efter at have tabt kampen til Brewster, ombyggede Grumman prototypen fuldstændig som XF4F-3 med nye vinger og hale og en kompressorudgave af Pratt & Whitney R-1830 "Twin Wasp" stjernemotor. Afprøvning af den nye XF4F-3 førte til en ordre på F4F-3 produktionsmodeller, hvoraf den første blev færdig i februar 1940. Frankrig afgav også ordrer på typen med en Wright R-1820 "Cyclone 9" stjernemotor, men Frankrig kapitulerede inden de kunne nå at blive leveret og flyene blev i stedet overtaget af Royal Navy, som gav den nye jager navnet "Martlet". Den amerikanske flåde optog officielt flytypen den 1. oktober 1941 med betegnelsen "Wildcat." Både den britiske og den amerikanske flådes F4F-3'er var udstyret med fire .50 inch (12.7 mm) Browning-maskingeværer, og tilgik aktive enheder i 1940.
Wildcats efterfølger var F6F Hellcat, et fuldstændig omdesign, som opgav Grummans karakteristiske understel og udskiftede det med et hydraulisk understel. Hellcat, som først fløj i 1942, deklasserede næsten fuldstændig Zeroen, og overraskede mange japanske flyvere, som når de første gang mødte den nye jager ofte tog fejl af den og den ældre og langsommere Wildcat. (Senere i krigen introducerede den amerikanske flåde også en ny højpræstationsjager, Vought F4U Corsair, som kunne hamle op med topfarten på de hurtigste landbaserede fly i tiden.)

## Operativ historie

### Royal Navy
Selv inden Wildcat var blevet anskaffet til den amerikanske flåde havde både den franske og den britiske flåde købt Wildcat i egne udformninger.
F4F Wildcat (som briterne kaldte Martlet) blev anskaffet af briterne som en midlertidig erstatning for Fairey Fulmar. Fulmar var en tosædet jager med god rækkevidde, men med dårligere præstationer end ensædede jagere. En flådeudgave af Supermarine Spitfire var endnu ikke til rådighed fordi Royal Air Force havde brug for alle de som kunne bygges. I det europæiske luftrum fik Wildcat sin første sejr i kamp juledag 1940, da en landbaseret Martlet ødelagde et Junkers Ju 88-bombefly over flådebasen ved Scapa Flow. Dette var den første luftsejr til en amerikanskbygget jager i britisk tjeneste under 2. verdenskrig. Denne type indledte også flyoperationerne fra de mindre eskortehangarskibe.
Seks Martlet-fly stod til søs ombord på det ombyggede tidligere tyske fragtskib HMS Audacity i september 1941 og nedskød adskillige af Luftwaffes Focke-Wulf Fw 200 Condor maritime patruljefly under yderst effektive konvojeskorteoperationer. Disse var de første af mange Wildcats som kom til at gøre tjeneste på skibe.
Den britiske flåde opgav senere sin praksis med at give egne navne til amerikanske flytyper i britisk tjeneste og begyndte at bruge de amerikanske betegnelser i stedet. I marts 1945 nedskød Wildcats fire Messerschmitt Bf 109 over Norge, hvilket var den britiske flådes sidste sejre med en Wildcat.

### Den amerikanske flåde og marinekorps

#### Stillehavet
Wildcat blev overgået af Mitsubishi Zero, dens vigtigste modstander i den tidlige del af Stillehavskrigen, men klarede sig til dels fordi den havde forholdsvis kraftig pansring og selvtættende benzintanke og Wildcat var bygget så den kunne modstå langt større skader end sin letbyggede, upansrede japanske rival. Mange amerikanske flådepiloter blev også reddet af Wildcattens ZB retningsudstyr, som betød at de kunne finde hjem til deres hangarskibe i dårlig sigtbarhed, forudsat de kunne nå indenfor en afstand af 50 km fra skibet.
I hænderne på en ekspertpilot, som brugte taktiske fordele kunne Wildcat-jageren vise sig at være en vanskelig modstander, selv mod den formidable Zero. Efter at have analyseret rapporter fra flådens taktiske efterretningskontor, som beskrev den nye hangarskibsjager udtænkte kommandørkaptajn "Jimmy" Thach en defensiv strategi, som gjorde det muligt for Wildcat-formationer at gennemføre en koordineret manøvre, som imødegik japanske angreb, kaldet "Thach fletningen."
Fire Wildcats fra marinekorpset spillede en vigtig rolle under forsvaret af Wake Island i december 1941. Fly fra flåde og marinekorps var flådens vigtigste forsvar under slaget i Koralhavet og slaget ved Midway, og Wildcats fra baser i land spillede en stor rolle under slaget om Guadalcanal i 1942–43. Det var først i 1943 at de mere avancerede jagerfly fra flåden som kunne gå i kamp med Zeroerne på mere fordelagtige vilkår, F6F Hellcat og F4U Corsair, ankom til operationsområdet i det sydlige Stillehav.
Det japanske flyveres Saburo Sakai beskrev Wildcat-flyets evne til at absorbere skader:
| „ | Jeg havde fuld tiltro til min evne til at ødelægge Grumman-flyet og besluttede at ødelægge den fjendtlige jager alene med mine 7,7 mm maskingeværer. Jeg satte 20 mm maskinkanonen på "off" og nærmede mig. Underligt nok fortsatte flyet med at flyve selv efter at jeg havde skudt 5-600 kugler direkte ind i det. Jeg anså dette for meget mærkeligt, det var aldrig sket før - og reducerede afstanden mellem de to fly indtil jeg næsten kunne røre Grumman-flyet. Til min overraskelse var dens ror og hale flået i stykker, og lignede en gammel klud. Med et fly i den forfatning var det ingen overraskelse, at piloten ikke kunne fortsætte kampen! En Zero som var blevet ramt af så mange kugler ville nu have været en ildkugle. | “ |
|   | — Saburo Sakai, Zero |   |

#### Atlanterhavet
Amerikanske Wildcats fra flåden deltog i Operation Torch og eskortehangarskibe i Atlanterhavet benyttede Wildcats.
Grumman stoppede produktionen af Wildcat i begyndelsen af 1943 for at gøre plads til den nye F6F Hellcat, men General Motors fortsatte med at bygge Wildcats til både den britiske og den amerikanske flåde. Fra 1943 og frem blev Wildcats, som var udstyret med bombeophæng fortrinsvis benyttet på eskortehangarskibe til brug mod undervandsbåde og til angreb på landmål, men de fortsatte også med at nedskyde mange japanske jagere, bombefly og kamikazefly. Større jagerfly såsom Hellcat og Corsair og særlige styrtbombefly var der behov for på de store hangarskibe, mens dens langsommere landingshastighed for en Wildcat gjorde den mere velegnet til kortere landingsdæk. I slaget ved Samar, var det ikke lykkedes de store hangarskibe at ødelægge en styrke med slagskibe, men det var letbevæbnede Avenger og FM jagere fra eskortehangarskibene i Taffy 3, som stod med ryggen mod muren overfor en langt større japansk flåde ved Leyte-bugten. Ved at beskyde skibe med maskingeværer – herunder broen på det japanske slagskib Yamato, fik de fælles anstrengelser fra det der kun var en let eskortestyrke den japanske flåde til at vende om. I starten byggede GM FM-1 (identisk med F4F-4, men med fire maskingeværer). Produktionen skiftede senere til den forbedrede FM-2 (baseret på Grummans XF4F-8 prototype), som var optimeret til operationer fra små hangarskibe, med en kraftigere motor og en højere halefinne, for at håndtere det større drejningsmoment.
I alt blev der bygget 7.860 Wildcats. Briterne modtog 300 Eastern Aircraft FM-1'er som Martlet V i 1942/43 og 340 FM-2'er som Wildcat VI. I alt kom næsten 1.200 Wildcats til at gøre tjeneste i den britiske flåde. I januar 1944 blev Martlet opgivet og typen blev kaldt "Wildcat".
I løbet af krigen fløj F¤F og FM fly fra flåde og marine 15.553 kampmissioner (14.027 af dem fra hangarskibe), hvor de ødelagde 1.327 fjendtlige fly for tabet af 191 Wildcats (en samlet sejrsrate på 6,9:1). I tråd med deres rolle som eskortejagere kastede Wildcat-fly kun 154 ton bomber under krigen.

## Versioner

### Den amerikanske flåde

#### F4F-1/-2
Den oprindelige Grumman F4F-1 var et biplan, som viste sig underlegen i forhold til andre modeller, hvilket gjorde det nødvendigt at lave et helt nyt design som monoplan med betegnelsen F4F-2. Denne model kunne stadig ikke konkurrere med Brewster F2A Buffalo, som fik de første ordrer fra flåden, men da F4F-3 modellen blev udstyret med en kraftigere motor, en Pratt & Whitney Twin Wasp R-1830-76, som havde en to-trins kompressor, viste den sit sande potentiale.

#### F4F-3
Den amerikanske flåde afgav en ordre og det samme gjorde Frankrig (med Wright Cyclone maskiner). Disse endte i den britiske flåde efter Frankrigs fald og blev sat i tjeneste den 8. september 1940. Disse fly, som af Grumman fik betegnelsen G-36A, havde en anderledes motorskærm end andre tidlige F4F'er og faste vinger, og det var meningen at de skulle udstyres med franske våben og udstyr efter levering. I britisk tjeneste blev flyet i starten kaldt Martlet I, men ikke alle Martlet fik de samme specifikationer som flyene i den amerikanske flåde. Alle Martlet I havde fire .50 in (12.7 mm) Browning M2 maskingeværer fra F4F-3 med 450 skud hver. Briterne bestilte og fik leveret en udgave med den oprindelige Twin Wasp, men igen med en modificeret motorskærm under betegnelsen G-36B. Disse fly fik betegnelsen Martlet II af briterne. De første 10 G-36B var udstyret med vinger, som ikke kunne foldes sammen og fik betegnelsen Martlet III. Disse blev fulgt af 30 ned vinger, som kunne foldes (F4F-3As) som oprindelig skulle have været leveret til det græske luftvåben, og de fik også betegnelsen Martlet III. På papiret blev betegnelsen ændret til Marlet III(A) da den anden serie af Martlet III blev indført.
En uheldig udformning af monteringen af maskingeværerne i de tidlige F4Fer fik de ellers pålidelige maskingeværer til ofte at få funktionsfejl, et problem som mange amerikanske fly med våben monteret i vingerne havde i krigens første år. Det var en F4F-3 fløjet af løjtnant Edward O'Hare som på få minutter nedskød fem Mitsubishi to-motorers bombefly under et angreb på USS Lexington ud for Bougainville den 20. februar 1942. I modsætning til O'Hares indsats, kunne hans sidemand ikke deltage i kampen fordi hans maskingeværer ikke ville skyde.
Mangel på to-trins kompressorer førte til udviklingen af F4F-3A, som grundlæggende var en F4F-3 men med en 1.200 hk Pratt & Whitney R-1830-90 stjernemotor med nogle mere primitive enkelttrins to-hastigheds kompressorer. F4F-3A, som kunne flyve med 499 km/t i 4,8 km højde blev brugt sammen med F4F-3, men dens ringere præstationer gjorde den upopulær blandt jagerpiloterne i den amerikanske flåde. F4F-3A kom i tjeneste som Martlet III(B).
Da Pearl Harbor blev angrebet var det kun USS Enterprise som havde en hel Wildcat-eskadrille, VF-6 med F4F-3A'er. Enterprise overførte herefter en gruppe fra VMF-211, som også var udstyret med F4F-3'er, til Wake. USS Saratoga lå i San Diego, hvor den arbejdede med at gøre F4F-3'er i VF-3 klar til operationer. 11 F4F-3'er fra VMF-211 var stationeret på Ewa Marine Air Corps Station på Oahu; ni af dem blev beskadiget eller ødelagt under det japanske angreb. Gruppen fra VMF-211 på Wake mistede syv Wildcats under japanske angreb den 8. december, men de resterende fem forsvarede sig indædt, og nedskød det første bombefly den 9. december Destroyeren Kisaragi blev sænket af Wildcats, og den japanske invasionsstyrke trak sig tilbage.
I maj 1942 deltog F4F-3'er fra VF-2 og VF-42 ombord på USS Yorktown og Lexington i slaget i Koralhavet. Lexington og Yorktown kæmpede mod de japanske hangarskibe Zuikaku og Shōkaku samt det lette hangarskib Shōhō i dette slag i et forsøg på at stoppe den japanske invasion af Port Moresby på Ny Guinea. Under disse slag kom det til at stå klart, at angreb uden jagereskorte var det samme som selvmord, men at jagerflyene på hangarskibene var utilstrækkelige til både at yde jagerstøtte til hangarskibet og flyve med som eskorte for angrebsstyrken. De fleste amerikanske hangarskibe medbragte mindre end 20 jagere.

#### F4F-3S "Wildcatfish"
Denne vandflysudgave af F4F-3 blev udviklet til brug på fremskudte baser i Stillehavet inden der blev bygget flyvepladser. Den var inspireret af fremkomsten af A6M2-N "Rufe", en modificeret udgave af Mitsubishi A6M2 "Zeke". BuNo 4083 blev modificeret så den blev til F4F-3S "Wildcatfish". To pontoner fremstillet af Edo Aircraft Corporation blev sat på. For at genskabe stabiliteten blev der tilføjet små finner til halen. Da det stadig ikke var nok blev der senere tilføjet en bugfinne.
F4F-3S fløj første gang den 28. februar 1943. Den ekstra vægt og modstand mindskede tophastigheden til 385 km/t. Da præstationerne ved den grundlæggende F4F-3 allerede var ringere end ved Zeroen havde F4F-3S tydeligvis begrænset anvendelighed. Under alle omstændigheder byggede de amerikanske Seebee ingeniørbataljoner fremskudte flyvepladser med forbløffende hastighed, så kun et fly blev ombygget.

#### F4F-4
En ny udgave, F4F-4, blev taget i anvendelse i 1942. Den havde seks maskingeværer og foldbare vinger, som betød at der kunne stuves flere sammen på et hangarskib, hvilket betød at antallet af jagerfly, som kunne parkeres på en overflade blev mere end fordoblet. F4F-4 var den endelige udgave, som deltog i flest kamphandlinger i de tidlige krigsår, herunder i slaget ved Midway. F4F-3 var udskiftet med F4F-4 i juni 1942 under slaget ved Midway; kun VMF-221 brugte dem stadig på det tidspunkt.
Denne udgave var ikke så populær blandt de amerikanske piloter fordi den samme mængde ammunition nu var fordelt på ekstra to maskingeværer, hvilket reducerede skydningen. Med F4F-3'erens fire .50 in (12.7 mm) maskingeværer og 450 skud per maskingevær kunne piloterne skyde i 34 sekunder; med seks maskingeværer havde de kun 240 skud, hvilket var opbrugt på under 20 sekunder. Forøgelsen til seks maskingeværer blev tilskrevet Royal Navy, som ønskede større ildkraft for at kunne klare deres tyske og italienske modstandere. Jimmy Thach er citeret for at have sagt: "En pilot som ikke kan ramme med fire maskingeværer vil ramme forbi med otte." Ekstra maskingeværer og foldbare vinger betød større vægt og reduceret ydelse: F4F-4 kunne kun flyve omkring 509 km/t. Stigningsraten var tydeligt ringere i F4F-4, og hvor Grumman optimistisk hævdede, at F4F-4 kunne stige 595 meter i minuttet, konstaterede piloter at under kampforhold kunne deres F4F-4 kun stige med 150-300 meter i minuttet. Desuden var foldevingerne på F4F-4 tænkt til at kunne give plads til fem F4F-4 på samme plads som to F4F-3. I virkeligheden kunne foldevingerne give plads til omkring 50% flere Wildcats på amerikanske hangarskibe. En version af F4F-4, som af kontraktmæssige årsager hed F4F-4B blev leveret til briterne med en ændret motorskærm og en Wright Cyclone-motor. Disse fly fik betegnelsen Martlet IV.

#### FM-1/-2 Wildcat
General Motors / Eastern Aircraft fremstillede 5.280 FM udgaver af Wildcat. Grummans produktion af Wildcat sluttede i begyndelsen af 1943 for at gøre plads til den nye F6F Hellcat, men General Motors fortsatte med at fremstille Wildcats til både den amerikanske og den britiske flåde. Sidst i krigen var Wildcat forældet til brug som frontjager sammenlignet med den hurtigere (612 km/t) F6F Hellcat og meget hurtigere (718 km/t) F4U Corsair. Men de var gode nok til små hangarskibe, som blev indsat i ubådsbekæmpelse og mål ved kysterne. Disse forholdsvis beskedne skibe havde kun to slags fly (sammen med den af GM byggede Avenger).
Den lavere landingshastighed og evnen til at lette uden katapult gjorde den mere anvendelig på korte landingsdæk. I begyndelsen byggede GM FM-1, som var identisk med F4F-4, men reducerede antallet af maskingeværer til fire og tilføjede ophæng under vingerne til to 110 kg bomber eller seks raketter. Produktionen skiftede senere til den forbedrede FM-2 som var baseret på Grummans XF4F-8 prototype, og som var optimeret til små hangarskibe. Den havde en kraftigere motor på 1.350 hk Wright R-1820-56), og en højere halefinne, som kunne klare det højere drejningsmoment.
Under slaget ved Samar kom disse svagt bevæbnede fly fra eskortehangarskibe såsom USS Gambier Bay op imod en stor flådestyrke, som bidrog til at slå på flugt. Fire FM-2 Wildcats fra USS Shamrock Bays blandede VC-94 eskadrille hjalp til med at nedskyde et antal kamikaze fly, som angreb USS Laffey ud for Okinawa indtil de ikke havde mere ammunition.

#### F4F-7
F4F-7 var en fotorekognosceringsudgave uden pansring og maskingeværer. Den havde ikke-foldbare "våde" vinger, som indeholdt yderligere 2.100 liter brændstof, hvilket forøgede flyets rækkevidde til 5.955 km. I alt blev der bygget 21.

#### F2M Wildcat
F2M-1 var en planlagt videreudvikling af FM-1 af General Motors / Eastern Aircraft der skulle have den forbedrede XR-1820-70 motor, men projektet blev opgivet inden der blev bygget noget fly.

### Martlets i Royal Navy

#### Martlet Mk I
I slutningen af 1939 fik Grumman en fransk ordre på 81 fly af model G-36A, som skulle bruges til deres nye hangarskibe Joffre og Painlevé. Den vigtigste forskel til grundmodellen G-36 skyldtes at det ikke var tilladt at eksportere motoren til F4F-3. G-36A var udstyret med en 9-cylindret enkeltrække R-1820-G205A stjernemotor med 1.200 hk og med en enkeltkomprimeret kompressor med to hastigheder.
G-36A havde også franske instrumenter, radio og kanonsigte. Gashåndtaget var modificeret, så den var i overensstemmelse med fransk førtidspraksis: gashåndtaget skulle bevæges mod piloten (dvs. baglæns) for at forøge motorydelsen- Bevæbningen som skulle monteres i Frankrig bestod af seks 7,5 mm Darne maskingeværer (to i kroppen og fire i vingerne). Den første G-36A fløj den 11. maj 1940.
Efter Frankrigs fald blev alle kontrakter overtaget af Storbritannien. Gashåndtaget blev ændret igen. Fire 12,7 mm maskingeværer blev installeret i vingerne og de fleste spor af det oprindelige ejerskab fjernet. Martlet-flyene blev tilpasset til britiske forhold af Blackburn Aircraft, som fortsatte med at gøre dette på alle senere modeller. Britiske kanonsigter, katapulter m.v. blev installeret. Efter forsøg på at tilpasse britiske radioer blev det besluttet at bruge det langt bedre amerikanske udstyr.
De første fly blev sat i tjeneste i august 1940 i 804. flådeeskadrille, som dengang var stationeret ved Hatson på Orkneyøerne. Martlet Mk I havde ikke foldbare vinger og blev derfor kun brugt fra baser på land.
I 1940 afgav Belgien også en ordre på mindst 10 Martlet Mk 1. De skulle modificeres med fjernelse af halekrogen, men efter Belgiens overgivelse blev ingen leveret og og ordren blev overført til Royal Navy.

#### Martlet Mk II
Inden den britiske flåde overtog Martlet Mk I'erne havde den allerede afgivet ordrer på 100 G-36B jagere. Briterne valgte Pratt & Whitney R-1830-S3C4-G motoren til flyet. Den havde også en enkelttrins kompressor med to hastigheder. Briterne accepterede en forsinkelse i levering for at få foldbare vinger, som var yderst vigtige hvis Martlet-flyene skulle kunne bruges fra britiske hangarskibe med deres små hangardæk. Trods det havde de første ti, som blev leveret, faste vinger. De første Martlet med foldbare vinger blev først leveret i august 1941.
I modsætning til den amerikanske flådes F4F-3 var de britiske fly udstyret med pansring og selv-tættende benzintanke. Mk II havde også et større halehjul. Til operationer på hangarskibe blev "brod" halekrogen og forankringen til det amerikanske katapultsystem anset for vigtige fortrin. Trods det blev Martlet-flyene ændret til britisk standard. Briterne havde bestilt G-36B modeller med faste vinger, men foldbare vinger gjorde det muligt for hangarskibene at medbringe flere fly, så kontrakten blev ændret, men de første ti var allerede blevet bygget med faste vinger. Levering af G-36B med foldbare vinger begyndte i august 1941 med 36 afskibet til Storbritannien og 54 til Fjernøsten. De fik betegnelsen "Martlet Mark II".
Martlet var den anden ensædede monoplanjager som kom til at operere fra de britiske hangarskibe efter introduktionen af Sea Hurricane IB på HMS Furious i juli 1941.
Hovedparten af Martlet Mk II'erne blev sendt til Fjernøsten. De første operationer i britisk tjeneste foregik i september 1941 ombord på HMS Audacity et meget lille eskortehangarskib, som kun havde et landingsdæk der var 125 meter langt og 18 meter bredt, ingen elevatorer og intet hangardæk. De seks Wildcats stod parkeret på dækket hele tiden. På dens første rejse var det eskortehangarskib for en konvoj til Gibraltar. Den 20. september blev en tysk FW 200 skudt ned. På den næste rejse blev fire Fw 200 Condor offer for Martlet'erne. Operationerne fra Audacity viste også, at jagerdækningen var nyttig mod undervandsbåde. Audacity blev sænket af en U-båd den 21. december 1941, men det havde allerede vist nytten af eskortehangarskibe.
I maj 1942 deltog 881. og 882. eskadrille på HMS Illustrious i operationer mod Madagaskar. I august 1942 ydede 806. eskadrille på HMS Indomitable jagerdækning for en konvoj til Malta. Senere på året deltog de i landgangen i fransk Nordafrika.

#### Martlet Mk III
De første F4F-3A'er blev frigivet til salg til Grækenland efter den italienske invasion i november 1940, men da Grækenland kapitulerede i april 1941 var flyene kun nået til Gibraltar. De blev overtaget af den britiske flåde som Martlet Mk III-B. Da disse fly ikke havde foldbare vinger blev de kun anvendt fra baser i land. De gjorde tjeneste i Ørkenkrigen.
Ti fastvingede G-36B blev brugt af den britiske flåde under betegnelsen Martlet III-A.

#### Martlet Mk IV
Royal Navy købte 220 F4F-4 som blev tilpasset til britiske behov. Den vigtigste forskel var brugen af en Wright R-1820-40B Cyclone i en tydeligt mere rund og kompakt motorskærm. Disse maskiner fik betegnelsen Martlet Mk IV.

#### Martlet Mk V
Den britiske flåde købte 312 FM-1, som oprindelig fik betegnelsen Martlet V. I januar 1944 blev det besluttet at beholde de amerikanske navne på amerikanskleverede fly, så denne serie fik navnet Wildcat V.

## Operatører
Belgien
- Belgiske luftvåben: Mindst 10 Martlet Mk 1 bestilt, men aldrig leveret, overført til Royal Navy efter kapitulationen.

 Frankrig
- Aeronavale: 81 fly bestilt, men aldrig leveret, overført til Royal Navy efter Frankrigs fald.

 Canada
- Royal Canadian Navy: Canadiske søfolk på HMS Puncher skulle give RCN erfaring med at operere hangarskibe. RCN fløj 14 Martlet som en del af 881. (RN) eskadrille fra februar – juli 1945.[40]

 Storbritannien
- Royal Navy Fleet Air Arm

 United States
- United States Navy
- United States Marine Corps

## Eksterne kilder
- Naval Historical Center Wildcat Entry Arkiveret 16. december 2014 hos  Wayback Machine
- History.navy.mil: "Naval aviation news – F4F" Arkiveret 13. august 2006 hos  Wayback Machine
- VectorSite Wildcat Entry
- How Leroy Grumman and Jake Swirbul built a high-flying company from the ground up
- Ånden i søen Arkiveret 10. februar 2009 hos  Wayback Machine
- Ugerevy med søflyvere som introduceres til Grumman Martlet (Webside ikke længere tilgængelig)
- Popular Science, February 1941 farveomslag med tidlig F4F model